# Ergi-Barłyk
Ergi-Barłyk (ros. Эрги-Барлык) – wieś w Rosji, w Tuwie, w kożuunie barun-chiemczickim. W 2010 liczyła 1618 mieszkańców.